# Подоймица
Подо́ймица — село в Каменском районе непризнанной Приднестровской Молдавской Республики. Вместе с селом Подойма входит в состав Подойменского сельсовета.